# Flip and Flop
Flip and Flop è un videogioco pubblicato nel 1983 per Atari 8-bit e per il sistema arcade Max-A-Flex di Exidy, un cabinato con giochi intercambiabili basato su cartucce Atari 8-bit. Nel 1984 uscì anche per Commodore 64, con il titolo scritto Flip & Flop sulla confezione, ma sempre Flip and Flop nelle schermate. 
Si tratta di un videogioco a piattaforme con meccanica di gioco simile a quella di Q*bert, in cui si controlla un canguro o una scimmia in fuga dal guardiano dello zoo.

## Modalità di gioco
Il gioco si svolge su una rete tridimensionale di piattaforme poste a diverse altezze, ma non sovrapposte tra loro, collegate da scale. La visuale è isometrica a 45°, con scorrimento dello schermo in tutte le direzioni. Il giocatore controlla, a livelli alterni, il canguro Flip o la scimmia Mitch; la differenza fondamentale è che la scimmia si appende con le mani al soffitto, e i suoi livelli hanno la prospettiva capovolta, con le piattaforme viste dal basso.
In ogni caso le piattaforme sono composte da caselle e i personaggi si muovono saltando da una casella a un'altra adiacente nelle quattro direzioni.
A partire dal 3º livello Flip e Mitch sono inseguiti rispettivamente dal guardiano dello zoo e da una rete volante, che si muovono allo stesso modo.
Si perde una vita se si cade fuori dalle piattaforme, si esaurisce il tempo oppure se si viene raggiunti dall'inseguitore, ma il contatto con l'avversario può avvenire solo quando si tocca terra, non mentre si sta saltando.
Per completare un livello bisogna saltare sopra tutte le caselle di un certo tipo, facendogli cambiare colore. Alcune caselle sono "appiccicose" e bloccano chi ci capita sopra per alcuni secondi, ma funzionano solo una volta; per liberarsi temporaneamente degli inseguitori si può cercare di attirarli su queste caselle.
Nei livelli più avanzati ci sono caselle da colorare due volte e non ci sono più le caselle appiccicose.
Il tema musicale è l'Entrata dei gladiatori. Ogni cinque livelli c'è un breve intermezzo con scenette circensi.